# 謝中傑
謝中傑（英語：Alex Chia），新加坡男歌手。自1998年起，一直活躍在新加坡樂壇，擔任搖滾樂隊V's的主音歌手和結他手。 2013年簽約香港太陽娛樂文化公司，成為黃柏高旗下的一名藝人。

## 簡介
謝中傑自小熱愛音樂，12歲開始學習結他，高中念機械工程的他，後來卻從事起室內設計工作。與此同時，1998年開始活躍於新加坡樂壇，2000年加入搖滾樂隊V's，擔任主音歌手和結他手。2006年離團，受聘到一克拉碼頭夜店駐唱。拥有3000多场的表演经验。可以說，謝中傑的演出經驗非常豐富，現場演唱實力毋庸置疑。
2011年，V's新主唱Toy因車禍意外去世，吉他手Francis想做一張原創歌曲專輯紀念Toy，於是想到找前成員謝中傑幫忙，樂隊成員希望他能製作一張專輯紀念他。專輯完成後，謝中傑尋求香港、台灣及中國等地的唱片公司出版，最後專輯被黃柏高看中，對他非常賞識，由此將他簽為公司旗下藝人。
2015年，Beyond的成員黃貫中更為謝中傑量身定做一首搖滾歌曲。這首歌黃貫中包辦了作詞、作曲、監製、合音、吉他和低音吉他。他們並不是第一次合作了。他們早在2009年在新加坡一場演出就認識了。當時謝中傑是黃貫中演唱會的樂隊隊長和吉他手。
2015年謝中傑也受邀參與演唱電影《殺破狼2》的粵語和普通話的主題曲。MV至今點閱率已超過80萬。
2016年四月九日， 謝中傑受邀擔任Beyond黃貫中「英雄有分數世界巡迴演唱會」香港站特別嘉賓。 演繹了一首自己的作品「一天一天」之後再和黃貫中一起合唱黃貫中為謝中傑量身定做的「盜亦有道」和Beyond經典歌曲光輝歲月。
2016年六月十日， 謝中傑受邀參與Beyond「家駒愛心延續慈善演唱會」表演嘉賓唱了兩首Beyond經典作品「農民」和「舊日的足跡」。
2016年七月九日， 謝中傑受邀擔任Beyond黃貫中「英雄有分數世界巡迴演唱會」新加玻站特別嘉賓，演繹了自己改編的歌曲「小蘋果」，自己的作品「一天一天」Beyond的「誰伴我闖蕩」和「舊日的足跡」，和黃貫中為他寫的「盜亦有道」。

## 音樂作品

### 專輯
- 2017年：《情義》

### 單曲
- 2014年：《一天一天》
- 2015年：《盜亦有道》、《杀破狼》、《衝破》、《無情》

## 派台歌曲成績
| 派台歌曲成績                      | 派台歌曲成績 | 派台歌曲成績 | 派台歌曲成績 | 派台歌曲成績 | 派台歌曲成績 | 派台歌曲成績                                  |
| --------------------------------- | ------------ | ------------ | ------------ | ------------ | ------------ | --------------------------------------------- |
| 唱片                              | 歌曲         | 903          | RTHK         | 997          | TVB          | 備註                                          |
| 2015年                            |              |              |              |              |              |                                               |
| Alex Chia                         | 盜亦有道     | 20           | -            | 16           | -            | 由黃貫中包辦作曲編曲監製，電影 《老笠》主題曲 |
| 殺破狼II 電影原聲大碟 / Alex Chia | 衝破         | 13           | 9            | 1            | -            | 電影 《杀破狼2》主題曲                        |

| 各台冠軍歌總數 | 各台冠軍歌總數 | 各台冠軍歌總數 | 各台冠軍歌總數 | 各台冠軍歌總數    |
| -------------- | -------------- | -------------- | -------------- | ----------------- |
| 903            | RTHK           | 997            | TVB            | 備註              |
| 0              | 0              | 1              | 0              | 四台冠軍歌總數：0 |

(*)表示仍在榜上

## 獎項
- 2015年
  - 2015年度新城國語力頒獎禮- 新城國語力年度新人王
  - 2015年度新城國語力頒獎禮 - 新城國語力歌曲《殺破狼》
  - 2015粤语歌曲排行榜 - 最受欢迎新人
  - 2015粤语歌曲排行榜 - 最佳MV大奖

## 外部連結
- 謝中傑的Facebook專頁
- 謝中傑的新浪微博